# Filippo Conca
Filippo Conca (Lecco, Itália, 22 de setembro de 1998) é um ciclista profissional italiano que corre para a equipa Lotto Soudal de categoria UCI WorldTeam.

## Palmarés
Ainda não tem conseguido nenhuma vitória como profissional.